# Zacharij Čchubianišvili
Zacharij Nikolajevič Čchubianišvili (gruzínsky: ზახარი ჩხუბიანიშვილი; Zachari Čchubianišvili) (1903 – 1980) byl gruzínský politik a člen KSSS.

## Život
Od prosince 1946 do 6. dubna 1952 zastával post předsedy Rady ministrů Gruzínské SSR. Hned poté působil až do 15. dubna následujícího roku jako předseda prezidia Nejvyššího sovětu Gruzínské SSR. Po roce 1953 stál v čele gruzínského dřevozpracujícího průmyslu.

## Stranické funkce
- od 1928 člen VKS(b)
- 1944 – 1946 – 2. tajemník tbiliského městského výboru KS

## Státní funkce
- – 20.3.1940 – lidový komisař lesního průmyslu Gruzínské SSR
- prosinec 1946 – 6.4.1952 – předseda rady ministrů Gruzínské SSR
- 6.4.1952 – 15.4.1953 – předseda prezídia Nejvyššího sovětu Gruzínské SSR
- 1953 – 1957 – ministr lesního průmyslu Gruzínské SSR
- 1957 – 1959 – náčelník správy lesního a papírenského průmyslu Rady národního hospodářství Gruzínské SSR
- 1959 – 1970 – ředitel Tbiliského vědecko-výzkumného institutu lesního průmyslu